# Aleksandr Danilovici Aleksandrov
Nu trebuie confundat cu Pavel Sergheievici Aleksandrov!
Aleksandr Danilovici Aleksandrov (în rusă Алекса́ндр Дани́лович Алекса́ндров n. 4 august 1912 - d. 27 iulie 1999) a fost un matematician, fizician și filozof rus.

## Biografie
A studiat la Leningrad obținând doctoratul în științe fizico-matematice.
A fost profesor la Universitatea din Leningrad și rector al acestei instituții.
În 1942 i se decernează Premiul Stalin, iar în 1946 devine membru corespondent al Academiei, ca în 1952 să devină membru activ al acestei instituții.
În 1951 devine membru al PCUS.
A fost și președinte al Societății de Matematică din Moscova. În perioada 1964 - 1986 Aleksandrov a trăit la Novosibirsk.

## Contribuții
A adus contribuții majore în domeniul geometriei, formulând teorema fundamentală a geometriei intrinseci a varietăților metrice bidimensionale, stabilind o legătură între metodele directe și metodele analitice de studiu a acestora.
A dat o definiție topologică unui triunghi oarecare.
Adept al marxism-leninismului, a introdus o abordare dialectică în filosofia matematicii.
În timpul liber, era un pasionat alpinist și practicant al drumețiilor montane.

## Scrieri
- 1947: Teoria curbelor pe baza aproximării prin linii frânte
- 1948: Bazele geometriei intrinseci a suprafețelor
- 1953: Dialectica leninistă a matematicii
- 1956: Geometria și topologia în Uniunea Sovietică
- 1959: Bazele geometriei diferențiale
- 1960: Matematica, conținutul, metodele și importanța ei.